# Christian Sánchez Reyes
Christian Rómulo Martín Sánchez Reyes (Lima, 15 de enero de 1973) es un abogado peruano. En abril de 2018 fue designado por Martín Vizcarra  como Ministro de Trabajo y Promoción del Empleo dentro de su primer gabinete. Ejerció funciones hasta diciembre de ese mismo año tras renunciar debido a su discrepancia con la reforma laboral planteada por el gobierno.

## Biografía
Es un abogado peruano, es máster en Argumentación Jurídica y docente de derecho laboral en la Pontificia Universidad Católica del Perú. Ha realizado estudios sobre Derechos Humanos en Salud por la Universidad Peruana Cayetano Heredia y la Universidad de Harvard. 
Ha sido director general del trabajo del Ministerio de Trabajo hasta marzo del 2013 y en el 2014 fue nombrado Intendente Nacional de Supervisión del Sistema Inspectivo de la Superintendencia Nacional de Fiscalización Laboral (SUNAFIL), cargo al que tuvo que renunciar por presión de la Sociedad Nacional de Industrias (SNI).